# Morti di sonno
Morti di sonno è un romanzo grafico scritto ed illustrato da Davide Reviati, pubblicato da Coconino Press nel 2009.

## Contenuti
Il romanzo segue lo sviluppo del villaggio Anic, visto attraverso gli occhi di Rino, detto "Koper Capodistria".
Il libro si snoda attraverso brevi episodi, che conducono infine al presente: l'esistenza operaia di Rino, ormai adulto e solo.
La storia del protagonista e dei suoi amici si intreccia col quartiere popolare, costruito vicinissimo all'omonimo impianto petrolchimico. L'ambiente malsano - dei continui allarmi di malfunzionamento della centrale, delle morti sul lavoro - uccide o allontana uno ad uno i ragazzini della banda del protagonista.

## Riferimenti culturali
Nell'ottavo capitolo (Bisanzio e la paura del nuoto) appare brevemente agli occhi di Rino e Lario il re Teodorico il grande. Il re è per i ragazzi una sorta di figura di riferimento, cui sentono d'assomigliare perché unita dalla comune "barbarità" rispetto alle genti di città.

## Premi
- Romics 2009, Miglior libro di Scuola Europea[1]
- Napoli Comicon 2010, Premio Micheluzzi Miglior Fumetto[2]
- Prix Diagonale 2011, Miglior libro straniero[3]
- Prix dBD 2011, Meilleur album étranger[4]

## Edizioni
- Davide Reviati, Morti di sonno, Bologna, Coconino Press, 2009,  p. 352, ISBN 978-88-7618-133-7.
- Davide Reviati, Morti di sonno, Rizzoli - Corriere della sera, 2013,  p. 364, ISSN 1824-9280 (WC · ACNP).
- Davide Reviati, Morti di sonno, Bologna, Coconino Press-Fandango, 2014,  p. 352, ISBN 978-88-7618-260-0.

- (ES) Davide Reviati, Muertos de sueño, Barcellona, Norma Editorial, 2011,  p. 352, ISBN 978-84-679-0412-3.

- (FR) Davide Reviati, État de veille, Tournai, Casterman, 2011,  p. 352, ISBN 2-203-03608-7.

- (KO) Davide Reviati, 그해 여름, In the summer of that year, Mimesis, 2012,  p. 352, ISBN 978-89-90641-86-1.